# 名目と実質 (経済学)
経済学において、名目（英: Nominal value）とは過去の名目通貨価値を基準に表される経済的価値のこと。対照的に、実質（英: Real value）とは名目値から（対象期間の）インフレーションの影響を取り除くように調整した価値のことであり、このため参照年（基準年）の一般物価水準から見て評価される。例えば、一定期間におけるある財の組み合わせの名目価値の変化は、その組み合わせを構成する財の数量の変化あるいは構成する財の価格変化に起因する。一方で、実質価値においては数量の変化のみが反映される。この名目から実質への変換はインフレ調整（inflation adjustment）として知られる。実質経済成長率を見るときは物価変動の影響を受けない実質値で見ることが多い。
経済学において、名目価値はお金で測定されるが、実質価値は商品またはサービスと比較して測定される。実質価値とは、インフレに合わせて調整された値であり、これによってあたかも商品の価格が平均的に変化していないかのように数量を比較できる。したがって、実質価値の変化は、インフレの影響を除外している。実質価値とは対照的に、名目価値はインフレに対して調整されていないため、名目価値の変化は少なくとも部分的にはインフレの影響を反映している。
例えば、ある年にリンゴの生産量が200万円分だったとし、この年の前年のリンゴの生産量が100万円分だったとする。このとき、ある年のリンゴの生産量は前年比で2倍になったと考えることができるが、これが仮にリンゴの値段が（インフレなどによって）2倍になっただけであれば、数量ベースで見たときに変化がなかったことになる。このように物価が大きく変動するような場合には実質値を見ることでその経済の実態をより正しく知ることができる。
実質値は、購買力を測るものさしとなる。例えば、名目所得はしばしば実質所得の形に直されるが、これによって単なるインフレ（一般物価の上昇）による所得の変動部分は取り除かれる。同様に、「総生産量」の基準として、名目量（例えば名目GDP）はその時点での生産の量とともに物価をも反映している。一方で、異時点間の実質数量は単に数量の変化のみを反映している。実質GDPなどの、ある一定期間における連続した実質値は、ある年の物価を用いて表現された財の一定期間の量の変化を計るものである。このとき、物価の基準となった年を基準年と呼ぶ（あるいは base period 基準期間とも）。異なる年どうしの実質値を比較するときは、物価変動の影響を排除し、あらゆる価格変化は数量の変化であるとしたうえで、あらかじめ決められた財の組み合わせ（bundle）の価値の比較が行われる。
名目・実質値は上記のような 時系列データのみならず、地域ごとに変化するen:cross-section dataにも適用することができる。例えば、ある国のある地域によって生産された財の総販売価値は物理的な販売数量と販売価格によって左右される。そして、この地域の販売数量および販売価格は「一国全体として見たときの販売数量」および「一国全体として見たときの販売価格」とは異なる可能性がある。二つの異なる地域の経済活動を比較するため、この地域におけるこの財の名目生産量は、財の価格を国家平均の価格に直すことで「実質」に調整される。

## 物価とインフレ
代表的な商品の集合、または商品束（財の組み合わせ）はインフレを測定するため、比較目的で使用される。特定の年の商品束の名目（調整されていない）価値は、その時点の物価に依存するが、商品束の実質価値は、それが本当に代表的なものである限りにおいて、全体としては同じままである。相対的にいえば、個々の財や商品の実質価値は、互いに対して上昇または下降するが、全体としての代表的な商品束は、時間が経ってもその実質価値を一定に保持する。
物価指数は、基準年と比較して計算され、指数は通常、基準年を100として標準化される。基準（または参照）年から始まる物価指数𝑃𝑡は、時間𝑡が経過した後の商品束の価格を表す。基準年0の場合、𝑃₀は100に設定される。たとえば基準年が1992年の場合、実質価値は定数の1992年ドルで表され、物価水準は1992年を100として定義される。たとえば商品束の価格が初年度に1%上昇した場合、𝑃𝑡は𝑃₀=100から𝑃₁=101に上昇する。
𝑡-1年から𝑡年までのインフレ率{\displaystyle i_{t}}は次のとおりである。
価格の変化/t - 1年の価格
{\displaystyle ={\frac {P_{t}-P_{t-1}}{P_{t-1}}}*100}
{\displaystyle =({\frac {P_{t}}{P_{t-1}}}-1)*100}

## 実質価値
物価指数は、賃金や全生産量などの量の名目価値Qを調整して実質価値を取得するために応用される。実質価値とは、基準年の購買力の見地から表した価値である。
物価指数をその基準年の値で除した
{\displaystyle {\frac {P_{t}}{P_{0}}}}
は、物価指数の成長因数を与える。
実質価値は、名目価値を物価指数の成長因数Pt／P0で割ることによって求められる。名目価値を実質価値に変換するための除数として物価指数成長因数を使用すると、基準年0に対するt年の実質価値は次のようになる。
{\displaystyle {\frac {P_{0}\cdot Q_{t}}{P_{t}}}}

## 実質成長率
実質成長率rtとは、ある期間から次の期間にかけての名目数量Qtの実質的な変化である。数量の購買力がどれだけ変化したかを測定する。

## 実質賃金と実質国内総生産
消費者物価指数（CPI）の測定に使用される商品束は、消費者にも関係する。つまり、消費者としての賃金労働者にとって、実質賃金（賃金の購買力）を測定する適切な方法は、名目賃金（税引後）をCPIの成長因数で割ることである。
国内総生産（GDP）は総生産量の指標である。ある特定の期間の名目GDPは当時の物価を反映するが、実質GDPはインフレを補正する。物価指数と米国の国民所得および国民生産会計は、商品束とそのそれぞれの価格から作成される。GDPの場合、適切な物価指数はGDP物価指数である。米国の国民所得および国民生産会計において、名目GDPは現在のcurrent
ドルでのGDP（つまり、指定された各年の物価によるもの）と呼ばれ、実質GDPは[基準年]ドルでのGDP（つまり、 基準年と同じ量の商品を購入できるドルによるもの）と呼ばれる。

## 計算について
ある与えられた年のある財の組み合わせの名目値は、その時点での財の数量と物価に従って決定される。すなわち、ある与えられた年の財の組み合わせの名目値は「その組み合わせの中での個々の財の価格×数量」の合計として決定されている。従って、名目値と実質値の関係は次のようになっている。
名目値 / 実質値 {\displaystyle ={\frac {P\cdot Q}{P}}=P}
ここで𝑃は物価指数で、𝑄は実質値の数量指数（quantity index）。この等式において、𝑃は基準年において1.00となるように設定されている。代わりに、𝑃を基準年において100となるように設定することも可能である。
名目値/実質値{\displaystyle \cdot 100=P}
基準年はどの年であってもよい。年をまたいだ数量の比較は、その数量の価値が同一の基準年の対応した価値に調整されている場合にのみ有効である。このような実質値に関する統計資料を作成する際にはある基準年を設定する必要があるが、何年か時間が経って基準年が古くなると、通常は新たな基準年が設定される。新たな基準年が設定されると、しばらくの間はその基準年を基にデータが作成されるのはもちろんのこと、新たな基準年の設定以前から存在していたデータに至っても、この新たな基準年から見たデータに調整して報告される。

## 参考資料
- W.E. Diewert, "index numbers," ([1987] 2008)The New Palgrave Dictionary of Economics, 2nd ed. Abstract.
- R. O'Donnell (1987).  "real and nominal quantities," The New Palgrave: A Dictionary of Economics, v. 4, pp. 97–98 (Adam Smith's early distinction vindicated)
- Amartya Sen (1979). "The Welfare Basis of Real Income Comparisons: A Survey," Journal of Economic Literature, 17(1), p p. 1-45.
- D. Usher (1987).  "real income," The New Palgrave: A Dictionary of Economics, v. 4, pp. 104–05